# Jaugada

Plànol

Jaugada és un antic fort en ruïnes al districte de Ganjam, a l'estat d'Orissa, a uns 30 km a l'oest de la ciutat de Ganjam, a la riba nord del Rushikulya, al costat de les restes del que degué ser una ciutat de certa importància, rodejada de muralles; al centre del fort i ha ha una gran massa de granit on estan inscrits tretze edictes d'Asoka, l'únic exemple d'aquestos edictes a l'estat d'Orissa; hi ha un temple enterrat i es trobaren diverses restes com copes i ceràmica.